# Diocese de Picos
A Diocese de Picos (Dioecesis Picuensis), é uma circunscrição eclesiástica da Igreja Católica Apostólica Romana, criada no dia 28 de outubro de 1974, por meio da bula Neminem Latet do Papa Paulo VI. É presidida por Dom Plínio José Luz da Silva.
Localizada no sudeste piauiense, é formada pelas paróquias de 42 municípios e assistida por um bispo, 40 padres diocesanos (não possui sacerdotes religiosos) e 15 religiosas consagradas de quatro congregações.
A sede da Diocese de Picos é a Catedral de Nossa Senhora dos Remédios.

## Bispos
|    | Nome                         | Período    | Notas                             |
| -- | ---------------------------- | ---------- | --------------------------------- |
| 2º | Dom Plínio José Luz da Silva | 2004-Atual |                                   |
| 1º | Dom Augusto Alves da Rocha   | 1975-2001  | Nomeado bispo de Oeiras-Floriano. |

## Áreas pastorais e paróquias
Atualmente, a estrutura pastoral da Diocese de Picos está organizada em 27 paróquias e 5 áreas pastorais (quase-paróquias), divididas em 8 zonais reorganizados a partir da 46ª Assembleia Diocesana de Pastoral que definiu diretrizes para o ano de 2023, sendo eles:
| Zonal I    | Zonal I                                 | Zonal I                                    |
|            | Nome                                    | Cidades                                    |
| ---------- | --------------------------------------- | ------------------------------------------ |
| 1º         | Área Pastoral Nossa Senhora Aparecida   | Geminiano                                  |
| 2º         | Área Pastoral Nossa Senhora do Carmo    | Picos                                      |
| 3º         | Paróquia Nossa Senhora dos Remédios     | Aroeiras do Itaim e Picos (Catedral)       |
| 4º         | Paróquia São Francisco de Assis         | Picos                                      |
| 5º         | Paróquia São José Operário              | Picos                                      |
| Zonal II   |                                         |                                            |
| 6º         | Paróquia Nossa Senhora dos Humildes     | Paulistana                                 |
| 7º         | Paróquia Santa Teresinha                | Queimada Nova                              |
| 8º         | Paróquia São Francisco de Assis         | Acauã                                      |
| 9º         | Paróquia São José                       | Betânia do Piauí                           |
| Zonal III  |                                         |                                            |
| 10º        | Paróquia Imaculada Conceição            | São Julião e Vila Nova do Piauí            |
| 11º        | Paróquia Nossa Senhora do Patrocínio    | Pio IX                                     |
| 12º        | Paróquia Nossa Sra. do Perpétuo Socorro | Fronteiras                                 |
| Zonal IV   |                                         |                                            |
| 13º        | Paróquia Nossa Senhora da Conceição     | Ipiranga do Piauí                          |
| 14º        | Paróquia Nossa Sra. do Perpétuo Socorro | Dom Expedito Lopes                         |
| 15º        | Paróquia Senhora Sant'Ana               | Paquetá, Santa Cruz do Piauí e Wall Ferraz |
| Zonal V    |                                         |                                            |
| 16º        | Área Pastoral São Benedito              | Campo Grande do Piauí                      |
| 17º        | Área Pastoral São João Batista          | Alagoinha do Piauí                         |
| 18º        | Paróquia Imaculado Coração de Maria     | Francisco Santos                           |
| 19º        | Paróquia Santa Ana                      | Monsenhor Hipólito                         |
| Zonal VI   |                                         |                                            |
| 20º        | Paróquia Nossa Senhora da Conceição     | Bocaina e Sussuapara                       |
| 21º        | Paróquia Santo Antônio                  | Santo Antônio de Lisboa                    |
| 22º        | Paróquia São João Batista               | São João da Canabrava e São Luís do Piauí  |
| 23º        | Paróquia São José                       | Santana do Piauí e São José do Piauí       |
| Zonal VII  |                                         |                                            |
| 24º        | Área Pastoral Sagrado Coração de Jesus  | Caridade do Piauí                          |
| 25º        | Área Pastoral São José                  | Caldeirão Grande do Piauí                  |
| 26º        | Paróquia Nossa Senhora de Fátima        | Alegrete do Piauí e Francisco Macêdo       |
| 27º        | Paróquia Santo Antônio                  | Padre Marcos e Belém do Piauí              |
| 28º        | Paróquia São Cristóvão                  | Marcolândia                                |
| 29º        | Paróquia São Francisco de Assis         | Curral Novo do Piauí                       |
| 30º        | Paróquia São Simão                      | Simões                                     |
| Zonal VIII |                                         |                                            |
| 31º        | Paróquia Nossa Senhora das Mercês       | Jaicós e Massapê do Piauí                  |
| 32º        | Paróquia Sagrado Coração de Jesus       | Itainópolis e Vera Mendes                  |
| 33º        | Paróquia São Sebastião                  | Jacobina do Piauí e Patos do Piauí         |